# Vinotinto del Ecuador Fútbol Club
O Vinotinto del Ecuador Fútbol Club, ou simplesmente Vinotinto F. C., anteriormente conhecido como Cuniburo FC, é um clube de futebol equatoriano com sede em Quito, cidade no cantão homônimo, na província de Pichincha.
O clube foi fundado originalmente em 11 de abril de 1992 e refundado em 25 de outubro de 2024. Manda seus jogos no Olímpico Atahualpa, praça esportiva pertencente à Municipalidade do Distrito Metropolitano de Quito, com capacidade estimada para 35 258 espectadores.

## História
O time nasceu em Cayambe, em 11 de abril de 1992, graças à iniciativa de um grupo de jovens locais que desejavam disputar a Liga Cantonal da cidade. Após vários anos como equipe amadora, em 2006 conquistou o acesso à Segunda Categoria (Série C do Equador) ao vencer a Copa Pichincha, tornando-se oficialmente um clube profissional.
Durante muitos anos, o Cuniburo se destacou no Campeonato Provincial de Pichincha, sagrando-se campeão em 2009 e vice-campeão em 2008, 2010, 2011 e 2012. No entanto, quando chegava aos playoffs do acesso nacional, o clube nunca conseguia dar o salto necessário para chegar à Série B do futebol equatoriano — um objetivo que só foi alcançado em 2022, com o título da Segunda Categoria.
O clube, nascido em Cayambe, deixou a cidade há alguns anos para se estabelecer em Quito, embora tenha tido um breve retorno a Cayambe em 2022, antes de voltar à capital e, posteriormente, mandar seus jogos em Ibarra. A propriedade do Cuniburo mudou ao longo da última década. De Roberto Bonifaz, ex-interventor do Cumbayá, passou às mãos da empresa chilena MPRO SPA, que chegou em 2021 para investir no clube e implementar uma nova filosofia.
A temporada de 2023 da Série B, sob o comando técnico do argentino Juan Grabowski, apresentou um desempenho sólido, ficando muito próxima do acesso. O esforço e a dedicação deram frutos em 2024, quando o clube garantiu a promoção à Série A com três rodadas de antecedência, após uma campanha destacada que somou 18 vitórias, seis empates e nove derrotas em 33 partidas, além de se tornar o ataque mais positivo da competição, com 51 gols marcados.
Em abril de 2024, o acionista venezuelano Giovanni Di Mella, radicado no Equador, comprou o clube. Em novembro do mesmo ano, houve a mudança de nome e de identidade do clube, a fim de se conectar com a grande comunidade venezuelana residente no Equador. O nome escolhido foi Vinotinto del Ecuador Fútbol Club.
O clube fez sua estreia na Liga Pro (Série A do Equador) na edição de 2025.

## Temporadas no Campeonato Equatoriano de Futebol
| Competição        | Nível            | Status           | Anos              |
| Série A           | Primeira divisão | Profissional     | 2025 ― hoje       |
| Série B           | Segunda divisão  | Profissional     | 2023 ― 2024       |
| Segunda Categoria | Terceira divisão | Semiprofissional | 2008 ― 2020, 2022 |

## Títulos

### Nacionais
| Competição        | Nível            | Status           | Títulos  | Vices  |
| Série B           | Segunda divisão  | Profissional     | 1 (2024) | nenhum |
| Segunda Categoria | Terceira divisão | Semiprofissional | 1 (2022) | nenhum |

### Provinciais
| Competição                     | Nível | Status | Títulos  | Vices                      |
| Segunda Categoría de Pichincha |       |        | 1 (2009) | 4 (2008, 2010, 2011, 2012) |
| Copa Pichincha                 |       |        | 1 (2006) | nenhum                     |
| Copa AFNA                      |       |        | nenhum   | 1 (2025)                   |